# Tartessops aurantica
Tartessops aurantica är en insektsart som beskrevs av Evans 1981. Tartessops aurantica ingår i släktet Tartessops och familjen dvärgstritar. Inga underarter finns listade i Catalogue of Life.